# 긴포정
긴포정(일본어: 金峰町)은 가고시마현 남부에 있던 정으로 사쓰마 반도 중심부에 있는 히오키군에 속했다. 
2005년 11월 7일, 가세다시·가사사정·오우라정·보노쓰정과 합병해 미나미사쓰마시가 되어 자치체로서는 소멸하였다.

## 지리
동부는 난사쓰의 명봉이자 영봉인 긴포산(636m)을 주봉으로 하는 산들이 이어지는 산악지대로, 산기슭에서 중앙부까지는 시라스 대지, 그 이후로는 해안까지 평야가 펼쳐져 있고 해안은 후키가미하마 사구가 있다. 
기후는 연중 온화한 편이며, 겨울에는 계절풍이 다소 강하지만 바다의 영향으로 그다지 춥지 않다. 연간 강수량은 2077mm이다. 서쪽에서 바라본 모습이 누워있는 여인에 비유되는 긴포산 기슭의 아름다운 전원지대로 유명하다.

## 역사
- 1956년 9월 30일 - 오모네타촌, 다부세촌이 합병해 성립하였다. 정명의 유래는 긴포산에서 따왔다.
- 1993년 9월 3일 - 태풍 13호가 규슈 남부에 상륙하여 피난 권고를 받은 오기야마 마을의 10가구 20명이 피난 중이던 대형 주택에 벼락을 맞아 전원이 사망했다.
- 2005년 11월 7일 - 가세다시·가사사정·오우라정·보노쓰정과 합병해 미나미사쓰마시가 성립하였다. 동일 긴포정은 폐지되었다.

## 문화유산・관광
일본 3대 사구 중 하나로, 아름다운 송림이 이어지는 광대한 후키가미해변이 있어 바다거북의 산란지로도 유명하다. 이 일대는 현립 후키가미하마 해변공원으로 정비되어 있으며, 공원 내를 흐르는 만노세강 유역은 현내에서도 손꼽히는 조류 관찰지이며, 하구에 놓인 선셋 브릿지에서 바라보는 동중국해로 지는 석양은 관광객들에게 감동을 선사한다. 또한 공원 내에는 현립 난사쓰 소년 자연의 집도 있어 캠핑이나 카누를 즐기는 가족 단위의 관광객들로 붐빈다. (가고시마현 풍토기)

## 산업
온난한 기후와 풍부한 물을 바탕으로 예로부터 벼농사를 중심으로 한 농업이 이루어졌으며, 논밭 정비 등 기반 정비와 기계화에도 일찍이 착수해 '난사쓰(南薩)의 곡창지대'로 불리고 있다. 특히 조생종 벼농사가 발달해 3월초에 모내기를 하고 7월에 출하하는 초조생종 쌀은 '금봉 고시히카리'로 국내외에 널리 알려져 있다. 또한, 일부 지역에서는 예로부터 아이가무를 이용한 농법을 사용하고 있는 마을이기도 하다. 또한 후키가미하마 사구 일대에서 생산되는 흰 대파는 여름을 제외하고 연중 출하할 수 있으며, 품질이 좋아 고시히카리와 함께 마을을 대표하는 작물이다.

## 교통

### 폐선된 노선
- 난사쓰 철도 마쿠라자키선 (1984년 3월 17일 폐선)
- 난사쓰 철도 지란선 (1965년 11월 15일 폐선)

### 도로
- 국도 226호선
- 국도 270호선

## 참고 문헌
- 角川日本地名大辞典編纂委員会,『角川日本地名大辞典 鹿児島県』1983, 角川書店